# 2013年柬埔寨大选
2013年柬埔寨大选于2013年7月28日舉行。國家選舉委員會宣布，柬埔寨共有967萬人具有在大選中投票改選國民議會123個議席的資格。現任首相洪森有資格角逐議席，爭取四度連任。票站在上午7時開放，在下午3時關閉。柬埔寨新聞部長喬干那烈表示，根據初步點票結果，執政的柬埔寨人民黨在大選中奪得68席，而反對派柬埔寨救國黨則取得55席。親王派政黨奉辛比克黨則喪失所有議席。

## 背景
柬埔寨人民黨在2008年柬埔寨大選中勝出，該黨在設有123個議席的國民議會中取得90席，成為多數黨。然而，人民黨仍然和在國會中佔有2席的保皇派奉辛比克黨組成執政聯盟。反對派桑蘭西黨和人權黨則在國會中取得19席。桑蘭西黨和人權黨在2012年合併，救國黨遂告成立。不過，救國黨的領袖桑蘭西由於不是登記選民，故此未能在是次大選中參選。柬埔寨當局在2012年12月31日發布選民名單，當時桑蘭西正流亡海外：他曾製作一份柬埔寨地圖，以表示柬埔寨領土被鄰國越南侵奪，而當地法院則在2010年裁定他偽造文書罪名成立，及後他逃到法國。桑蘭西在2013年7月獲柬埔寨國王諾羅敦·西哈莫尼特赦回國，但仍未能登記成為選民。

## 電視辯論
柬埔寨在當年7月20日至21日舉行史上首次電視選舉辯論。獲美國政府資助的國際事務全國民主研究所亦出資籌辦9場市政廳式辯論會，幾乎令在同一省份出選、來自所有黨派候選人可以同場較量。

## 選前爭議

### 選民資格

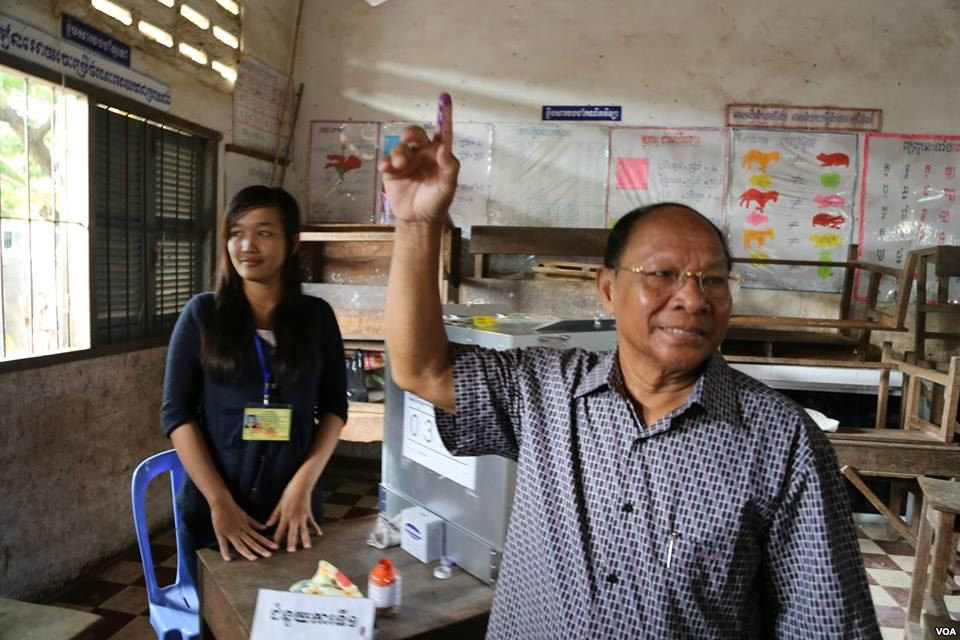
國會主席韓桑林在干丹省一個票站投票

由於這次選舉之前5年柬埔寨當局並沒有統計全國人口，當局只能通過所得數據估算全國選民人數。這種錯誤的估算會使國家選舉委員會難以確實推算全國已登記選民的人數。當局對全國人口的不準確估計會引致選民在不同選區假借不同人的身份投票等選舉舞弊情況出現。按救國黨所言，當局從選民名冊中刪去120萬至130萬的姓名。

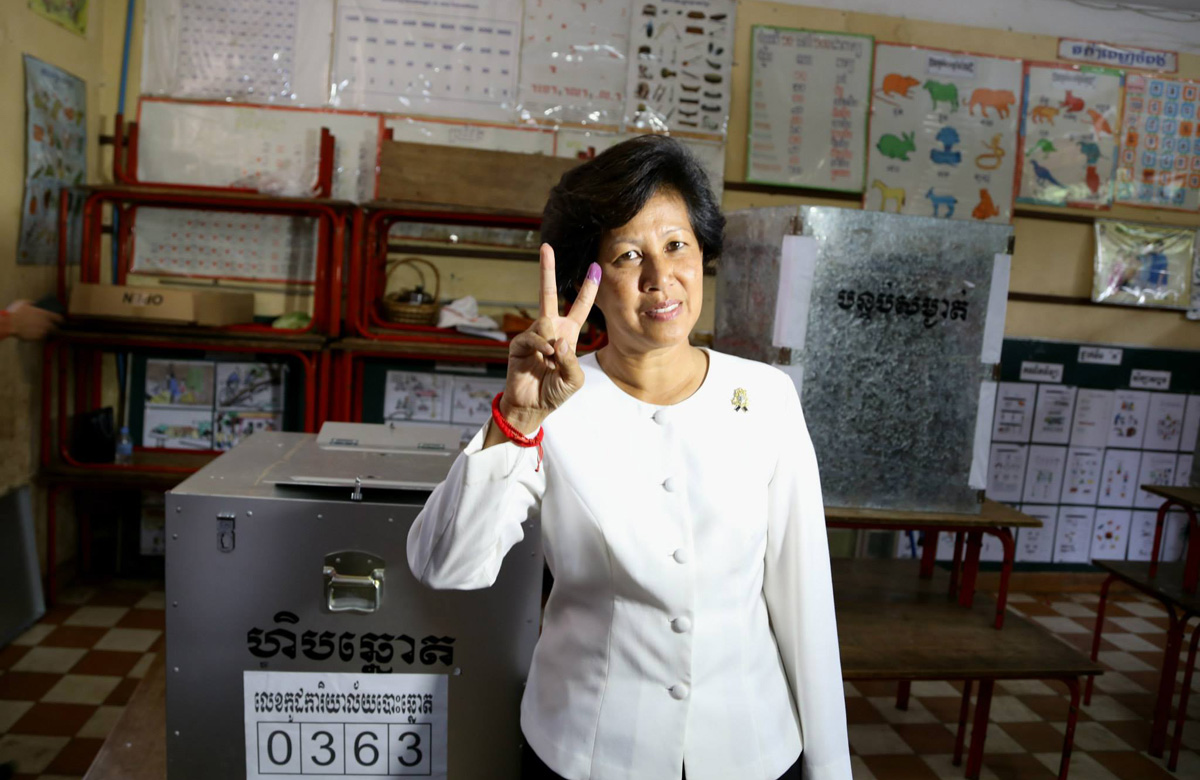
诺罗敦·阿伦拉斯美公主在投票後拍照

當地有傳聞指出，柬埔寨寬鬆的身份證制度使得越南移民也能在大選中投票；救國黨因此在競選活動中宣洩反對越南「入侵者」的情緒。

### 不褪色墨水
柬埔寨大選舉行前，選舉監察組織「自由與公正選舉委員會」揭發，在選舉中為防止選民重複投票而採用的不褪色墨水可以輕易拭去，此事在柬埔寨引起極大的爭議。這批墨水是由印度駐柬埔寨大使館捐給柬埔寨當局的。根據「自由與公正選舉委員會」在選舉之前提供的文件所示，人們可以、把檸檬汁或者漂白水塗在選舉所用的墨水上，紙張乾透後即可拭去墨水。美國之音的報導指出，不褪色墨水或許能夠防止選民在不同省份的票站重複投票。

## 結果
執政的人民黨贏得68個議席，得票率為48.79%；而救國黨則贏得55個議席，得票率為44.45%。人民黨在今次大選中贏得的議席比上屆少了22席，所得議席佔國民議會全部議席的百分率也是1998年以來最低。奉辛比克黨和民主聯盟黨等政黨的總得票率則為6.3%，未能贏得議席。
| 政黨                 | 政黨             | 得票      | %     | 席位 | +/–    |
| -------------------- | ---------------- | --------- | ----- | ---- | ------ |
|                      | 柬埔寨人民黨     | 3,235,969 | 48.83 | 68   | −22    |
|                      | 柬埔寨救國黨     | 2,946,176 | 44.46 | 55   | +26    |
|                      | 奉辛比克黨       | 242,413   | 3.66  | 0    | −2     |
|                      | 民主聯盟黨       | 68,389    | 1.03  | 0    | 0      |
|                      | 高棉脫貧黨       | 43,222    | 0.65  | 0    | 0      |
|                      | 柬埔寨國籍黨     | 38,123    | 0.58  | 0    | 新政黨 |
|                      | 高棉經濟發展黨   | 33,715    | 0.51  | 0    | 新政黨 |
|                      | 民主共和國黨     | 19,152    | 0.29  | 0    | 新政黨 |
| 無效票、空白票       | 無效票、空白票   |           | –     | –    | –      |
| 總計                 | 總計             | 6,627,159 |       | 123  | 0      |
| 登記選民、投票率     | 登記選民、投票率 |           | 68.0  | –    | –      |
| 來源：國家選舉委員會 |                  |           |       |      |        |

### 各界反應
人民黨在選舉結束後聲稱在選舉中獲勝，而救國黨黨魁桑蘭西則表明拒絕承認由官方公佈的選舉結果，認為人民黨和選舉委員會捏造投票數據，並聲稱救國黨在選舉中獲勝。歐盟和美國則關注在選舉過程中有可能出現的弊端；美國國務院發言人普薩基（Jen Psaki）稱：「我們呼籲當局收集所有關於選舉舞弊的可靠報告，並對此事展開調查，而當局也應該讓公眾得悉調查的過程、內容。我們敦促各黨派及其支持者在選舉之後繼續以和平、有序的方式行事。」越南則祝賀柬埔寨成功舉行第五次大選。

## 選舉過後
雖然選舉之前有言選舉將無意義可言，選舉結束後仍有人投訴選舉中有人作出舞弊行為。救國黨領袖桑蘭西表明該黨不會、不能接受選舉的結果，並指出執政黨不能忽視反對派。國際非政府組織人權觀察發表聲明，指出執政的人民黨看似在選舉中作出舞弊行為，並要求由獨立機構調查在選舉中的舞弊行為和不當行為（包括選舉機制偏頗之處）。人權觀察亞洲區主任亞當斯（Brad Adams）更懷疑執政黨高官偽造選舉文件、把選民的身份載入不同省份的選民名冊，也就是在大選中作出舞弊行為。柬埔寨政府拒絕聽從國際組織的呼籲，對選舉情況進行獨立調查，也拒絕接納外界呼籲，調查當日選舉的情況；國家選舉委員會則不認為會有人在選舉中作出不當行為。
此外，由於當地的警察和軍隊都由人民黨控制，而高級軍官又為人民黨的候選人拉票，所以有選民聲稱感到驚恐。
數以千計的救國黨支持者在金邊會集，抗議選舉結果。

## 註腳
1. ↑  救國黨是在2012年中成立的新政黨，其前身為桑蘭西黨和人權黨[1]。此處所示的數據是2008年大選中桑蘭西黨和人權黨所有議席的數目和總得票率[2]。